# Cimetière militaire belge de Westvleteren
Le cimetière militaire belge de Westvleteren est un cimetière militaire situé au sud-est du centre du village de Westvleteren.

## Caractéristiques
Ce cimetière contient 1 208 victimes de la Première Guerre mondiale dont 33 non-identifiées. Le cimetière a un plan rectangulaire et une superficie d'environ 6 000 m2. Les pierres tombales sont rangées par rangées dos-à-dos. La plupart des tombes ont le format officiel belge, mais il existe encore 14 heldenhuldezerkjes. Au fond est planté un mât avec un drapeau belge et au milieu à gauche, un calvaire.

## Historique
Le village de Westvleteren fut durant la guerre une zone restée belge, à seulement 8 km à l'ouest du front de l'Yperlée. Les français y ont enterré leurs victimes du secteur de Boezinge dès 1914.
Près du cimetière se trouvait l'école des filles de Westvleteren, où les Belges installèrent un poste médical en 1915. Les années suivantes, le cimetière fut agrandi à plusieurs reprises jusqu'à la fin de la guerre. Ensuite, différentes tombes provenant du front sur la route Ypres-Dixmude y furent rassemblées ainsi que les 135 soldats ensevelis dans le cimetière paroissial de Westvleteren. Les victimes françaises furent rapatriées après la guerre, de même que quelques belges dans leur village natal.
Le ministère de la Défense acheta le terrain en 1923 et y plaça les années suivantes les pierres tombales officielles. À l'origine, les frères Van Raemdonck, Amé Fiévez, Renaat De Rudder y étaient enterrés, mais furent transférés dans la tour de l'Yser en 1932. Le 27 août 1922, le pèlerinage de l'Yser eut lieu sur la tombe de Renaat De Rudder. En 1968, 123 tombes du cimetière militaire belge de Reninge y furent transférées. Dans le cimetière, repose également une victime britannique (artilleur L. Kennedy). Dans les registres du CWGC, il est repris comme Westvleteren Belgian Military Cemetery.
Le cimetière est inscrit sur la liste des biens classés depuis 2008.

## Source
- (nl) Cet article est partiellement ou en totalité issu de l’article de Wikipédia en néerlandais intitulé « Belgische militaire begraafplaats van Westvleteren » (voir la liste des auteurs).